# Mom (phim truyền hình)
Mom là một bộ phim sitcom của Mỹ được phát sóng lần đầu vào ngày 23 tháng 9 năm 2013 và phát sóng lần cuối vào ngày 13 tháng 5 năm 2021 trên kênh CBS. Loạt phim này được Chuck Lorre, Eddie Gorodetsky, và Gemma Baker thực hiện, được hãng Warner Bros. phát hành. Diễn viên chính của bộ phim là Anna Faris và Allison Janney trong vai 2 mẹ con bị rối loạn chức năng Christy và Bonnie Plunkett.
Mom đã nhận được đánh giá cao trong thể loại này, với lượt xem viên trung bình khoảng 11,79 triệu người, đánh dấu trở thành bộ phim hài đánh giá cao thứ ba trong phát sóng truyền hình tại Hoa Kỳ, cũng là top 5 bộ phim hài với người lớn độ tuổi 25–54 và người lớn độ tuổi 18–49. Vào 4 tháng 9, 2020, Faris đã thông báo rằng thoát khỏi sê-ri này, và một lát sau CBS đã thông báo rằng muốn kết thúc sau 8 mùa. Tập cuối cùng của sê-ri này đã phát sóng vào 13 tháng 5, 2021.